# Станция Лудчицы
Станция Лу́дчицы (бел. Станцыя Лудчыцы) — посёлок в составе Лудчицкого сельсовета Быховского района Могилёвской области Республики Беларусь. Железнодорожная станция на линии Быхов - Жлобин, в 15 км Юго - Восток от Быхова, 60 км от Могилёва. 24 хозяйства, 51 житель (2007).

## История
Основана в начале XX века во время строительства железной дороги Могилёв - Гомель как железнодорожный разъезд № 15. С февраля по июль 1918 г. оккупирована немецкими войсками. В 1927 г. железнодорожный разъезд переделан в станцию. В Великую Отечественную войну с июля 1941 г. по июль 1944 оккупирована немецко - фашистскими захватчиками. В 1982 г. посёлок, 37 хозяйств, 76 жителей.

## Население
- 2010 год — 42 человека